# Arolde de Oliveira
Arolde de Oliveira GOMM (São Luiz Gonzaga, 11 de março de 1937 — Rio de Janeiro, 21 de outubro de 2020) foi um capitão do Exército e político brasileiro. Após nove mandatos como deputado federal, em 2018 elegeu-se senador pelo Rio de Janeiro. Foi também fundador do Grupo MK de Comunicação. Durante a Pandemia de COVID-19, Arolde classificou o isolamento social como "inútil" e defendeu o chamado tratamento precoce, com medicamentos sem eficácia comprovada, como a cloroquina. Em 5 outubro de 2020 contraiu a doença e faleceu dias depois.

## Início de vida e educação
Filho mais velho dos seis filhos de Horácio de Oliveira e Margarida Barbosa Gonçalves: Eloiza, Walter, Flávio, Inês e um de seus irmãos que faleceu ainda bebê. A primeira infância, passou no campo com os dois irmãos mais velhos. Como não havia escola por perto, sua mãe foi quem o ensinou a ler. Arolde repassou o aprendizado aos irmãos. Depois de concluir o ensino fundamental, mudou-se para Porto Alegre para concluir o Ensino Médio.

## Formação e carreira militar
Em Porto Alegre, em 1954, iniciou a carreira militar ao ingressar no curso de preparação de cadetes de Porto Alegre (atual Colégio Militar de Porto Alegre), no qual completou o Ensino Médio em 1956. Ingressou na Academia Militar das Agulhas Negras (AMAN) em Resende, no Rio de Janeiro, no ano seguinte. Após concluir o curso da Arma de Engenharia na AMAN, sendo graduado como aspirante a oficial, em 1960, ingressou no Instituto Militar de Engenharia (IME) para cursar engenharia eletrônica, na cidade do Rio de Janeiro, Distrito Federal na época. No mesmo ano casou-se com Yvelise Assis Vieira de Oliveira e mudou-se para a cidade.

## Carreira política
Em 1983 assumiu interinamente o cargo de deputado federal. Em 1986 foi eleito pela primeira vez para a vaga de deputado federal, sendo reeleito nos pleitos seguintes.
Na Assembleia Nacional Constituinte (1987-1988), foi presidente da Subcomissão da Ciência e Tecnologia e da Comunicação. Foi secretário de Transportes da Secretaria Municipal de Transportes do Rio de Janeiro, de outubro de 2002 a outubro de 2008, na gestão do Prefeito César Maia. Foi casado com Yvelise de Oliveira e pai da cantora Marina de Oliveira e do empresário Benoni de Oliveira (falecido em 2010, em um acidente de ultraleve).
Em 2003, Arolde foi admitido pelo presidente Luiz Inácio Lula da Silva à Ordem do Mérito Militar no grau de Grande-Oficial especial.
Foi eleito deputado federal em 2014, para a 55.ª legislatura (2015-2019), pelo Partido Social Democrático (PSD) com 55 380 votos. Em janeiro de 2015, tomou posse do cargo de secretário do Estado do Rio de Janeiro de trabalho e renda.
Membro da bancada evangélica, defendia ferozmente posições socialmente conservadoras. Era contrário à legalização do aborto, das drogas, dos jogos de azar e ideologia de gênero. Arolde era fortemente contra o comunismo e o casamento entre pessoas do mesmo sexo. Como deputado, votou a favor da admissibilidade do processo de impeachment de Dilma Rousseff. Em 2017, mudou de partido, migrando para o Partido Social Cristão (PSC). Em agosto do mesmo ano, votou a favor do processo em que se pedia continuidade na investigação das denúncias contra o presidente Michel Temer. No mesmo ano, votou de maneira favorável a Reforma trabalhista. No dia 13 de março de 2018, retornou ao PSD.
Nas eleições de 2018, Arolde de Oliveira foi candidato a senador pelo estado do Rio de Janeiro pelo Partido Social Democrático (PSD). No pleito, Arolde obteve 2 382 265 votos (17,06% do total de votos válidos), sendo eleito para o Senado Federal do Brasil. Durante a campanha eleitoral, o político contou com o apoio do presidenciável Jair Bolsonaro (PSL), que pediu a seus eleitores que votassem em Flávio Bolsonaro e Arolde de Oliveira para senador. Em 1º de fevereiro de 2019, Arolde tomou posse do novo cargo.

## Morte
Durante a pandemia de COVID-19, Arolde de Oliveira terminou contraindo a infecção e morreu aos 83 anos, vítima de falência de órgãos, em decorrência da COVID-19.